# Helena Čapková
Helena Čapková (28 tháng 1, 1886 Hronov – 27 tháng 11, 1961 Praha), là một nhà văn người Séc, chị của Karel Čapek và Josef Čapek. Bà được biết đến là tác giả quyển hồi ký về hai anh em nhà Čapek.

## Tiểu sử
Năm 1904, bà kết hôn với chính trị gia và luật sư thành phố Brno là Františka Koželuha. Họ có với nhau hai cô con gái. Năm 1926, chồng mất sớm bà trở nên góa bụa. Sau đó bà dọn khỏi Brno chuyển đến Praha ở phố Vinohrady, sống gần gũi với các em mình. Năm 1930, bà tái hôn với nhà văn và nhà ngoại giao Josef Palivec. Khoảng thời gian từ năm 1933–1938 bà sống ở Prohoř vùng Žlutice, thường cùng hai anh em ruột đi du lịch cho khuây khỏa tinh thần. Sau khi Đức chiếm đóng Tiệp Khắc, bà lại trở về Praha. Trong những năm 1945–1948 bà sống tại lâu đài Brložec nằm gần Prohoře. Suốt quá trình đấu tranh chính trị gay go cùng với Josef Palivec vào năm 1951, bà hay bị chế độ Cộng sản quấy rầy cho đến khi mất vào năm 1961. Một năm sau khi bà qua đời, cuốn tiểu thuyết Moji milí bratři (Những đứa em dấu yêu của tôi) của bà mới xuất hiện trên văn đàn và được xuất bản ngay lập tức.

## Sáng tác
- Pohádka o babiččině zástěře, 1900, trong bộ truyện Nůše pohádek III (Karel Čapek biên tập)
- Malé děvče, 1920
- Kolébka, 1922
- O živé lásce, 1924
- Moji milí bratři, 1962

## Tác phẩm khác
- Helena Koželuhová: Čapci očima rodiny, 1961, 2 phần
- Helena Čapková: Moji milí bratři, Praha 1962
- Karel Čapek: Korespondence I., ČS Praha 1993
- Josef Palivec: Prózy, listy z vězení, pozdravy přátel, Torst Praha 1996
- Jarmila Čapková: Vzpomínky, Torst Praha 1998
- Marie Schulzová: Čapci, Melantrich Praha 1998
- Vladimír Forst: Lexikon české literatury: osobnosti, díla, instituce. 1. A-G. Praha: Academia, 1985. 900 s.
- Pavla Vošahlíková: Biografický slovník českých zemí: 10. sešit: Č–Čerma. Praha: Libri, 2008. 503–606 s.